# ¡Mira quién salta!
¡Mira quién salta! fue un concurso de televisión en España emitido en Telecinco entre el 13 de marzo de 2013 y el 10 de junio de 2014. Producido por Cuarzo Producciones, este formato consistía en que un grupo de 18 famosos del país debían enfrentarse entre sí mediante la realización de todo tipo de pruebas de salto con el objetivo de experimentar los riesgos que ocasiona el deporte en un entorno acuático. Cabe destacar además que dicho espacio era la adaptación original en España de TV total Turmspringen —formato conocido internacionalmente como Stars in Danger-High Diving—. La producción de la primera temporada se llevó a cabo en la isla de Gran Canaria. Un año después, en su segunda entrega de episodios, el lugar elegido fue la piscina olímpica de la Federación Madrileña de Natación, lugar donde se grabó en 2013 el formato similar Splash! Famosos al agua de Antena 3.

## Historia
En enero de 2013, varios portales de Internet informaron a sus lectores que el grupo de comunicación Mediaset España adaptaría el formato alemán en España tras su adquisición del formato a finales de 2012. Semanas después, se hizo efectiva la puesta en marcha del proyecto y se nombró a Jesús Vázquez para conducir este nuevo programa. Las grabaciones de este reality se llevaron a cabo en la piscina municipal de Santa Lucía de Tirajana (Gran Canaria), del cual comenzará a rodarse a principios de marzo del mismo año. La primera temporada constará de cuatro entregas.
En cuanto a los concursantes, varios famosos fueron tentados para participar en el programa figurando la actriz Ana Obregón, el torero Juan José Padilla, el jinete Álvaro Muñoz Escassi y el tertuliano de televisión Kiko Matamoros, entre otros. Sin embargo, de estos famosos anunciados, solo fichó Muñoz Escassi. Por otro lado, Javier Illana García, saltador olímpico de tres metros en los Juegos Olímpicos de Londres 2012 se incorporó al espacio para entrenar a los famosos a desenvolverse en las pruebas, que comenzaron a mediados de febrero de 2013, cuando a principios del mismo mes y año se informó sobre los candidatos confirmados para participar en este reality. Pocas semanas después, se informó de colaboración especial de la presentadora Marta Simonet, que desempeñará sus tareas profesionales como copresentadora del espacio.
El 1 de marzo de 2013, el portal web de Telecinco publicó una noticia en su espacio del programa en el que informaba a sus lectores que el concurso de saltos en el que está produciendo, se estrenaría en el canal el miércoles 13 de marzo de 2013. Esto convertiría al programa arrancar antes que su competidor, sin embargo, horas después de anunciar el estreno de su formato, el grupo Atresmedia hizo lo propio y anunció por sorpresa el lanzamiento de su programa para el lunes 4 de marzo. Así las cosas, la cadena de Planeta se adelantó a su rival (Mediaset España), en una estrategia sorpresa al estrenar su programa de saltos sin presentarlo en sociedad y tras haber anunciado "Forrest Gump" para esa misma noche.

## Producción
La compañía audiovisual Cuarzo Producciones hizo uso durante dos semanas de la piscina municipal de Santa Lucía de Tirajana, en la isla de Gran Canaria, para las grabaciones del programa. La productora, que llevó a dedicar tiempo en el formato desde el 11 de enero de 2013, planteó desde primer momento hacer uso de la instalación deportiva por completo para preparar los ensayos e iniciar las grabaciones, sin embargo, el ayuntamiento de la localidad solo accedió al cierre de la misma cuatro días para la producción del espacio. El equipo del programa inició su despegue de Madrid a Santa Lucía el 17 de febrero de 2013 y permaneció en la isla hasta el 6 de marzo del mismo año. Previamente al viaje, los participantes entrenaron y grabaron sus saltos en el Centro de Artes Acrobáticas Fedriani en Madrid. No obstante, las grabaciones oficiales no se iniciaron hasta el 28 de febrero, dando paso también a los días 2, 4 y 6 de marzo.

## Mecánica
La mecánica principal de ¡Mira quién salta! consiste en que varios famosos aprendan a saltar a una piscina desde un trampolín. Sin embargo, estos deberán estar dispuestos a realizar diferentes pruebas bajo el agua. El espacio estará supervisado por un equipo de especialistas en deporte de riesgo, quienes tendrán que entrenar a los famosos a desenvolverse en las pruebas y posteriormente valorar los conocimientos adquiridos de los participantes. Además, los concursantes contarán con el asesoramiento de un coach. Por otro lado, un jurado deberá valorar los ejercicios acuáticos que realicen los participantes.
En cuanto a las pruebas, estas consistirán en competir directamente famosos contra famosos haciendo saltos de trampolín en una piscina. Por otro lado, otras disciplinas deportivas medirán la destreza en la competición y el sacrificio en el entrenamiento de las celebridades, que tendrán como objetivo ganarse el respeto del público por su valor a participar en este reto. Destacar que las competiciones están ideadas para que sean altamente desafiantes; al finalizar las pruebas de salto, en cada programa se contará con actuaciones musicales y demostraciones de profesionales.
El periodista Boris Izaguirre y la representante de la Federación Española de Natación Lola Sáez fueron los únicos miembros del jurado que participaron en las dos ediciones emitidas, cambiando el resto de la primera a la segunda edición.
| Equipo del programa | Profesión                                                  | Temporadas | Temporadas |
| Equipo del programa | Profesión                                                  | 1 (2013)   | 2 (2014)   |
| ------------------- | ---------------------------------------------------------- | ---------- | ---------- |
| Jesús Vázquez       | Presentador                                                |            |            |
| Marta Simonet       | Presentadora                                               |            |            |
| Boris Izaguirre     | Periodista y escritor                                      |            |            |
| Lola Sáez           | Miembro del Comité Técnico de jueces de Natación de Europa |            |            |
| Carlos Pumares      | Periodista y crítico de cine                               |            |            |
| Javier Illana       | Saltador olímpico                                          |            |            |
| Bibiana Fernández   | Actriz, cantante y colaboradora de televisión              |            |            |
| Josef Ajram         | Empresario y atleta                                        |            |            |
| José Corbacho       | Actor y humorista                                          |            |            |
| Gemma Mengual       | Medallista olímpica en Natación sincronizada               |            |            |

     Presentador
     Copresentadora
     Jurado
     Jurado sustituto (por Carlos Pumares en la semifinal)
     Entrenador/Coach

## Primera temporada (2013)
La primera temporada de «¡Mira quién salta!» fue estrenada en España por el canal Telecinco durante los meses de marzo y abril de 2013. Este espacio fue una adaptación del exitoso talent show alemán emitido en la cadena TV total Turmspringen bajo el título Stars in Danger-High Diving. A nivel nacional, el formato estuvo producido por la compañía Cuarzo Producciones y conservó la misma mecánica que el original: cuatro galas de duración determinada y dieciocho participantes. La producción, en este caso, se llevó a cabo en la isla de Gran Canaria, en una piscina municipal de Vecindario (Santa Lucía de Tirajana) y contó con la colaboración de entrenadores como encabezado por Javier Illana, Verónica de Eusebio, Beneharo Bonilla, Eduardo Fedriani, Enrique Martínez y Josef Ajram. Por su parte, los periodistas Boris Izaguirre y Carlos Pumares, la representante de la Federación Española de Natación y miembro del Comité Técnico, Lola Sáez y el saltador olímpico Javier Illana ejercieron como miembros del jurado desde la primera gala. Este equipo de profesionales se encargó de valorar la calidad de los saltos, así como la evolución y actitud de cada concursante. En la semifinal se incorporó como jueza, en sustitución de Carlos Pumares, Bibiana Fernández.

### Concursantes
|               |                      | Edad | Conocido/a por...                         | Información         |
| ------------- | -------------------- | ---- | ----------------------------------------- | ------------------- |
| Participantes | Verónica Hidalgo     | 31   | Modelo, Miss España 2005                  | Ganadora            |
| Participantes | Álvaro Muñoz Escassi | 38   | Jinete y jugador de polo                  | 2.º finalista       |
| Participantes | Víctor Janeiro       | 34   | Torero                                    | 3.er finalista      |
| Participantes | Sonia Ferrer         | 35   | Presentadora de TV, actriz y modelo       | 4.ª finalista       |
| Participantes | Raquel Mosquera      | 42   | Viuda de Pedro Carrasco                   | 5.ª finalista       |
| Participantes | Natalia Millán       | 43   | Actriz, cantante y bailarina              | 6.ª finalista       |
| Participantes | Fortu                | 59   | Vocalista de Obús                         | 7.º finalista       |
| Participantes | Mónica Pont          | 42   | Presentadora de TV, actriz y modelo       | 8.ª finalista       |
| Participantes | Alessandro Livi      | 31   | Finalista de Gran Hermano 12+1            | 10.º eliminado      |
| Participantes | Daniel Santos        | 20   | Finalista de Gran Hermano 12+1            | 9.º eliminado       |
| Participantes | Antonio Rossi        | 35   | Periodista                                | 8.º eliminado       |
| Participantes | Beatriz Trapote      | 31   | Periodista                                | 7.ª eliminada       |
| Participantes | Olvido Hormigos      | 45   | Víctima de la difusión de un vídeo íntimo | 6.ª eliminada       |
| Participantes | Lydia Lozano         | 52   | Periodista                                | 5.ª eliminada       |
| Participantes | Tamara Gorro         | 26   | Tronista de MyHyV                         | 4.ª eliminada       |
| Participantes | Mar Segura           | 44   | Participante de Mujeres Ricas             | 3.ª eliminada       |
| Participantes | Nacho Montes         | 42   | Estilista                                 | 2.º eliminado       |
| Participantes | Isidoro Baidés       | 29   | Participante de ¿QQCCMH?                  | 1.er eliminado      |
| Participantes | Piero Righetto       | 33   | Concursante de Gran Hermano 9             | Abandono por lesión |
| Participantes | Dolores Gómez        | 55   | Participante de ¿QQCCMH?                  | Abandono por lesión |

## Segunda temporada (2014)
El 3 de mayo de 2013, Mediaset España anuncio la renovación del programa por una segunda edición tras los buenos resultados que cosechó en la cadena Telecinco. Cerca de un año después, el 24 de febrero de 2014, varios portales de Internet confirmaron a los dos primeras participantes de esta segunda edición y, dos días después, se publicaron los nombres de los concursantes oficiales. En esta temporada, en la que Jesús Vázquez siguió al frente de la conducción del programa, el espacio contó con un aumento de episodios, pues pasó de sus cuatro iniciales en 2013 a seis en 2014. Además, a finales del mes de febrero, se anunció que a diferencia de la primera edición, esta fue grabada en Madrid, concretamente en la piscina de la Federación Madrileña de Natación, lugar en el que se grabó también Splash! Famosos al agua. La segunda edición del espacio fue estrenada en Telecinco, el 8 de marzo de 2014. Los 18 famosos que formaron parte del elenco de concursantes de “¡Mira quién salta!” fueron juzgados en esta segunda edición por Boris Izaguirre, José Corbacho, Gemma Mengual y Lola Saéz. En esta ocasión, Javier Illana, jurado el año anterior y entrenador de los participantes, solo desarrolló esta segunda tarea en esta temporada del concurso.

### Concursantes
|               |                      | Conocido/a por...                   | Información    |
| ------------- | -------------------- | ----------------------------------- | -------------- |
| Participantes | Sergi Capdevila      | Hijo de Maribel Sanz y Sergio Dalma | Ganador        |
| Participantes | Leo Cámara           | Tronista de MyHyV                   | 2.º finalista  |
| Participantes | Arturo Requejo       | Concursante de Gran Hermano 11      | 3.er finalista |
| Participantes | Patricia Martínez    | Expareja de Álvaro Muñoz Escassi    | 4.ª finalista  |
| Participantes | Maribel Sanz         | Modelo y colaboradora de TV         | 5.ª finalista  |
| Participantes | Rafael Amargo        | Bailaor                             | 6.º finalista  |
| Participantes | Javier Castillejo    | Exboxeador                          | 7.º finalista  |
| Participantes | Aarón Guerrero       | Actor                               | 8.º finalista  |
| Participantes | Belén Rodríguez      | Periodista                          | 10.ª eliminada |
| Participantes | Sandro Rey           | Vidente                             | 9.º eliminado  |
| Participantes | Andrea García        | Participante de ¿QQCCMH?            | 8.ª eliminada  |
| Participantes | Ángela Portero       | Periodista                          | 7.ª eliminada  |
| Participantes | Laura Manzanedo      | Actriz y presentadora de TV         | 6.ª eliminada  |
| Participantes | Miguel Ángel Nicolás | Periodista                          | 5.º eliminado  |
| Participantes | Benjamin Zarandona   | Exfutbolista                        | 4.º eliminado  |
| Participantes | Miriam Sánchez       | Ex-actriz porno                     | 3.ª eliminada  |
| Participantes | Olivia Valère        | Participante de Mujeres ricas       | 2.ª eliminada  |
| Participantes | Andrea Huisgen       | Modelo, Miss España 2011            | 1.ª eliminada  |

## Final de finales
El 10 de junio de 2014, Telecinco emitió una gala especial con los cuatro finalistas de cada edición para buscara al ganador absoluto de '¡Mira quién salta!', poniendo así el broche final al programa. Álvaro Muñoz Escassi y Sonia Ferrer, 2.º y 4.ª finalistas de la primera edición, respectivamente, no participaron y en su lugar estuvieron Raquel Mosquera (5.ª) y Fortu (7.º). Por su parte, Leo Cámara, 2.º finalista de la segunda edición, debido a la lesión que sufrió en la final, tampoco pudo acudir a esta gala, siendo sustituido por Maribel Sanz, la 5.ª finalista.

### Concursantes
|               |                   | Clasificación anterior           | Información     |
| ------------- | ----------------- | -------------------------------- | --------------- |
| Participantes | Arturo Requejo    | 3.er finalista de la 2.ª edición | Ganador         |
| Participantes | Maribel Sanz      | 5.ª finalista de la 2.ª edición  | 2.ª finalista   |
| Participantes | Víctor Janeiro    | 3.er finalista de la 1.ª edición | 3.er finalista  |
| Participantes | Verónica Hidalgo  | Ganadora de la 1.ª edición       | 4.ª finalista   |
| Participantes | Sergi Capdevila   | Ganador de la 2.ª edición        | 5.º clasificado |
| Participantes | Fortu             | 7.º finalista de la 1.ª edición  | 6.º clasificado |
| Participantes | Raquel Mosquera   | 5.ª finalista de la 1.ª edición  | 7.ª clasificada |
| Participantes | Patricia Martínez | 4.ª finalista de la 2.ª edición  | 8.ª clasificada |

## Adaptación de formato
¡Mira quién salta! es la adaptación original española del concurso Stars in Danger que en Alemania emite la cadena ProSieben desde 2004, bajo el título TV total Turmspringen.
- El programa también se ha emitido —aparte de en su país de origen— Alemania, en Estados Unidos, Italia, Noruega y Suecia.

## Polémicas

### Acciones legales
En enero de 2013, la compañía Banijay International junto con Brainpool, ambas compañías de Banijay Group, interpusieron un requerimiento judicial contra cinco entidades de Cuatro Cabezas tras conocer sobre la «producción y distribución por parte de Eyeworks de Celebrity Splash por violación de derechos de autor y daños legales». Así, Banijay y Brainpool solicitaron, por un lado, que la filial argentina cese el concurso alegando que el programa es una violación sobre Stars in Danger-High Diving y, por otro lado, que les indemnice como resultado de plagio y por haber causado confusión dentro del mercado.

## Palmarés ¡Mira quién salta!
| Edición                    | Fecha | Ganador          | Subcampeón           | Tercero        | Cuarto finalista  |
| -------------------------- | ----- | ---------------- | -------------------- | -------------- | ----------------- |
| [ 1 ] ¡Mira quién salta!   | 2013  | Verónica Hidalgo | Álvaro Muñoz Escassi | Víctor Janeiro | Sonia Ferrer      |
| [ 2 ] ¡Mira quién salta! 2 | 2014  | Sergi Capdevila  | Leo Cámara           | Arturo Requejo | Patricia Martínez |

### Mira quién salta!: Final de Finales
| Edición          | Fecha | Ganador        | Subcampeón   | Tercero        | Cuarto finalista |
| ---------------- | ----- | -------------- | ------------ | -------------- | ---------------- |
| Final de Finales | 2014  | Arturo Requejo | Maribel Sanz | Víctor Janeiro | Verónica Hidalgo |

## Audiencia media por ediciones
| Edición                                   | Fecha | Programas | Espectadores | Cuota de pantalla |
| ----------------------------------------- | ----- | --------- | ------------ | ----------------- |
| [ 1 ] ¡Mira quién salta!: Primera edición | 2013  | 4         | 2 843 000    | 20,0%             |
| [ 2 ] ¡Mira quién salta!: Segunda edición | 2014  | 5         | 1 683 000    | 15,1%             |
| ¡Mira quién salta!: Final de Finales      | 2014  | 1         | 1 535 000    | 10,7%             |